# Blastocerus dichotomus
Cerf des marais, Blastocère des marais, Cerf marécageux
 (février 2022).
Si vous disposez d'ouvrages ou d'articles de référence ou si vous connaissez des sites web de qualité traitant du thème abordé ici, merci de compléter l'article en donnant les références utiles à sa vérifiabilité et en les liant à la section « Notes et références ».
Pour les articles homonymes, voir Cerf des marais.
Genre
Espèce
Répartition géographique
Statut de conservation UICN

 VU A4acde : Vulnérable
Statut CITES
Le Cerf des marais (Blastocerus dichotomus), appelé aussi Blastocère des marais ou Cerf marécageux, est une espèce d'artiodactyles de la famille des cervidés. Il est le seul représentant du genre Blastocerus. Il est le plus grand des cervidés d'Amérique du Sud, atteignant deux mètres de longueur et 1,20 m de hauteur au garrot.
Anciennement, il peuplait largement toute l'aire subtropicale du continent, mais aujourd'hui il ne subsiste plus que des petites populations isolées dans les zones d'étangs et de lagunes des bassins du río Paraná et du Paraguay, notamment dans les fameux Esteros del Iberá, ainsi que dans la région de la forêt amazonienne du Pérou, où il est protégé dans le parc national Bahuaja Sonene. Il est enregistré dans l'Appendice I de la liste des espèces protégées de la Convention sur le commerce international des espèces de faune et de flore sauvages menacées d'extinction.
En espagnol, on le connait aussi sous le nom de ciervo de los pantanos (« cerf des marais »), ciervo isleño (« cerf des îles ») ou ciervo del Delta (« cerf du delta »). Il se fait appeler en langue guaraní pukú guazú, en langue mataco huasé, en langue mocoví epelve et en langue toba calimgo.

## Habitat
Il habite préférentiellement des zones très humides ou inondables, là où son excellente habileté à nager lui permet de se déplacer facilement. La densité de la végétation le protège des nombreux prédateurs et lui fournit toute son alimentation.

## Description

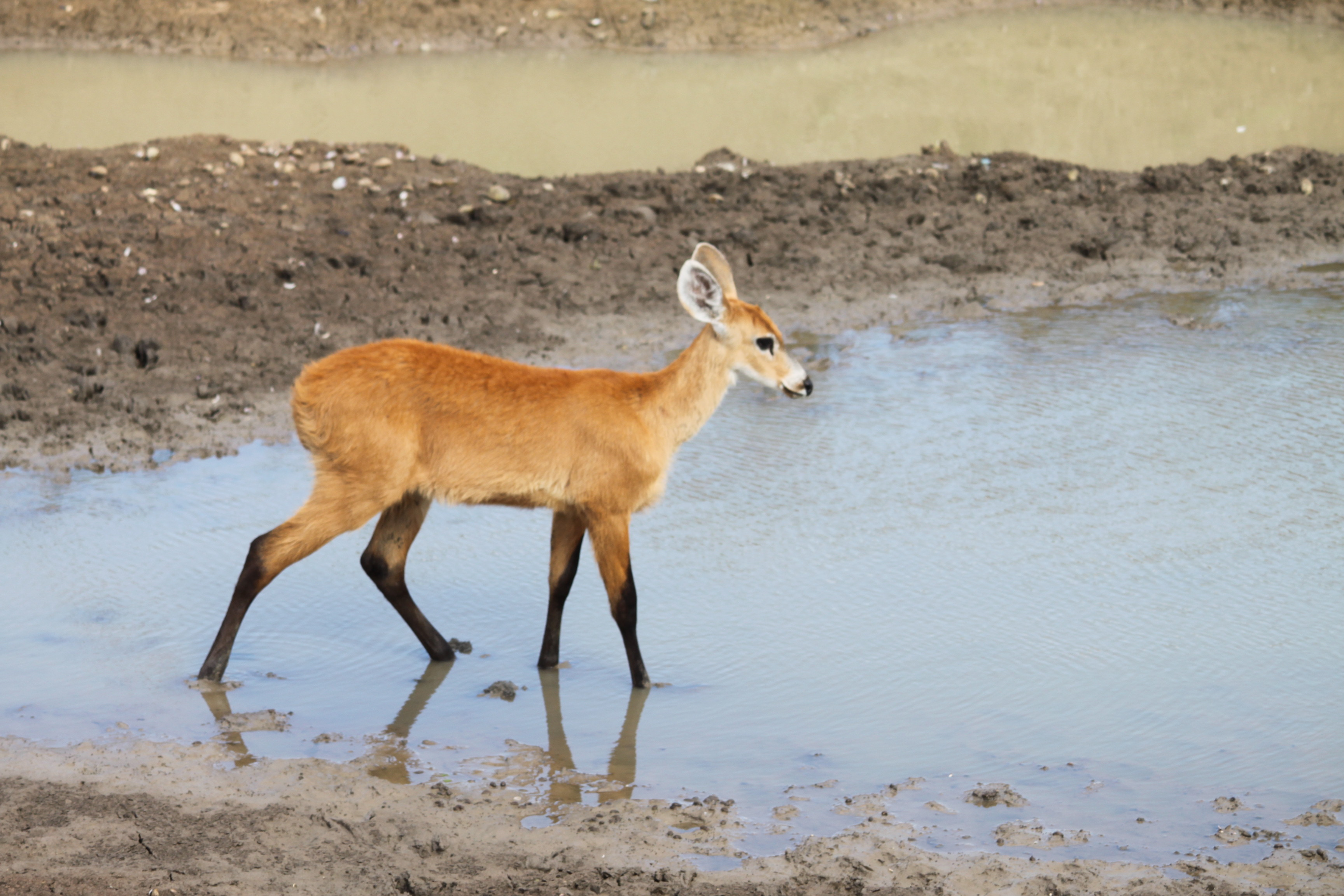
Un faon qui marche dans une eau stagnante à Miranda, au Brésil.

En plus de sa taille, l'élément le plus caractéristique du cerf des marais sont ses bois ramifiés —présents seulement chez les mâles — qui atteignent non moins de 60 cm de long. Le poids d'un adulte est d'entre 70 à 130 kg mais peut atteindre dans des cas exceptionnels 150 kg.
Le pelage du cerf des marais est brun-rosé, montrant une tonalité plus obscure en hiver. On distingue des marques blanches sur la croupe, aux environs des yeux et sur le rebord des oreilles. Les pattes sont noires sous le tarse ainsi que le museau. La queue est d'un ton rosé plus clair que le reste du corps dans sa partie supérieure, mais elle est noire dans sa partie inférieure; elle a 10-15 cm de long chez les animaux adultes.
Le sabot, large par rapport à la taille de l'animal, présente des membranes interdigitales élastiques qui l'aident à la nage et dans ses déplacements sur des surfaces spongieuses et marécageuses, ce qui lui est d'un grand secours pour échapper à son prédateur principal, le loup à crinière (ou Chrysocyon brachyurus).

## Habitudes
Il est surtout un animal nocturne, bien que son comportement puisse varier selon la saison et les conditions spécifiques du milieu où il se trouve. Il ne forme pas de harde, encore que les femelles restent avec leurs jeunes jusqu'à leur maturité; occasionnellement, on a observé des petits groupes de cinq individus. Il n'est pas territorial, car c'est un nomade, se déplaçant à la recherche d'aliments tout au long de sa zone habitable. Pendant la saison sèche (s'il y en a une comme dans le Chaco ou le Grand Pantanal brésilien), il réduit sa mobilité afin de rester en bordure des cours d'eau.
C'est un grand herbivore qui consomme des herbes, des fruits et des racines des espèces botaniques de la zone où il vit. Il arrive parfois qu'il fasse des incursions dans les terres cultivées si la situation le lui impose.
La période de chaleur survient à la fin de l'été habituellement, bien que cela puisse varier d'animal à animal. La gestation dure environ 200 jours. Les jeunes (normalement un par femelle, bien qu'il y ait parfois des jumeaux) naissent entre octobre et novembre. Les bébés-cerfs présentent un pelage marbré de blanc, qui deviendra pareil à celui de l'adulte après un an.

## Conservation
Les prédateurs naturels du cerf des marais —le jaguar et le puma— ont quasi complètement disparu de son habitat. La plus grande menace à sa conservation a été le braconnage, de ceux qui recherchaient les bois comme trophée; aujourd'hui ce problème est relativement sous contrôle.
La destruction de son habitat traditionnel constitue le plus grand risque pour le cerf des marais. Le barrage de Yacyretá sur le Río Paraná a altéré une zone ou vivaient plusieurs centaines d'exemplaires, et l'assèchement des étangs et des marais au bénéfice des cultures et de l'élevage menace des centaines de milliers d'hectares en Argentine et
au Brésil chaque année. La transmission de maladies contagieuses du bétail est une autre source de problèmes, bien que l'on ait prouvé que ce cerf n'était pas sensible à la
brucellose.
On doit le considérer comme éteint en Uruguay.